# Brandon Heath
Brandon Heath (1 de março de 1984) é um jogador de basquetebol norte-americano que jogou pela APOEL na 1ª divisão de basquetebol do Chipre.

## Carreira
Heat foi um agente livre da NBA em 2007. Na temporada 2007–08, ele jogou na França para a Orléans Loiret Basket, onde fez em média 12 pontos, 2,8 rebotes e 1,9 assistências em 25 jogos.
Em julho de 2008, ele se juntou ao Los Angeles Clippers da NBA Summer League. Em 10 de setembro de 2008, assinou com o Los Angeles Lakers, no entanto, renunciou da equipe em 20 de outubro. Depois da retirada dos Lakers, ele foi adquirido pelo Los Angeles D-Fenders para a temporada 2008–09. Para a temporada 2009–10, Heath ajudou a APOEL a vencer a Liga Cipriota e de 2010 a 2013 jogou pela PBC Lukoil Academic da Bulgária.
Em 29 de setembro de 2013, Heat assinou com o Sacramento Kings, renunciou em 15 de outubro e mais tarde foi adquirido pelo Reno Bighorns. Em fevereiro de 2014, retornou à Bulgária e assinou contrato de um ano e meio com a Levski Sofia. Em 22 de abril de 2015, deixou o time e assinou com o Club Sagesse da Liga de Basquetebol Libanesa.
Em 16 de setembro de 2015, assinou um contrato de um ano com o clube polonês Śląsk Wrocław, mas se separou do time em 15 de dezembro. Em 27 de dezembro de 2015, assinou novamente com a APOEL, retornando ao clube depois de cinco anos. Dois meses mais tarde, ele conseguiu adicionar outro troféu à sua coleção, depois de vencer a Copa de Chipre com o APOEL.